# كلارا إنديكوت سيرز
كلارا إنديكوت سيرز (بالإنجليزية: Clara Endicott Sears)‏ هي كاتِبة أمريكية، ولدت في 1863، وتوفيت في 1960.